# Alloeocomatella polycladia
Alloeocomatella polycladia is een haarster uit de familie Comatulidae.
De wetenschappelijke naam van de soort werd in 1995 gepubliceerd door Messing.